# NT Большого Пса
NT Большого Пса (лат. NT Canis Majoris) — одиночная переменная звезда в созвездии Большого Пса на расстоянии (вычисленном из значения параллакса) приблизительно 52522 световых лет (около 16103 парсеков) от Солнца. Видимая звёздная величина звезды — от +17,83m до +16,79m.

## Характеристики
NT Большого Пса — пульсирующая переменная звезда типа RR Лиры (RRAB).